# CZC.cz
CZC.cz (do 2011 roku Czech Computer) – sklep internetowy, działający w segmencie elektroniki użytkowej prowadzony przez Allegro Retail. Założony został w 1998 roku przez małżeństwo Josefa i Ivonę Matějkovych.
1 stycznia 2024 spółka CZC.cz s.r.o. przestała istnieć jako osobny byt i została zintegrowana z Allegro Retail. 26 września 2024 sklep przestał działać pod adresem czc.cz i zaczął przekierowywać do Allegro.